# سامانثا ماي
سامانثا ماي (بالإنجليزية: Samantha May)‏ هي لاعبة كرة الشبكة أسترالية، ولدت في 16 سبتمبر 1987 في سيدني في أستراليا.